# 大王の道
『大王の道』（だいおうのみち、原題：大王의 길〈テワンエギル〉）は、韓国MBCで1998年4月から8月にかけて放送された、李氏朝鮮（朝鮮王朝）第21代王英祖の王世子（日本の皇太子に相当）である思悼世子（荘献世子）を主人公とした時代劇である。全34話。
長らく日本では未放送だったが、2009年5月から9月にかけてスカパー!ch.720シーエスGyaOで、日本初放送された。ノーカット。字幕版のみでの放送。

## ストーリー
父英祖に愛されず苦悩する思悼世子。党派に分かれ権力争いをする貴族や、出世の野望を持つ英祖の側室は、己の利益のため親子の不仲に乗じ、思悼世子の廃世子を画策する。世子嬪・恵嬪ホン氏やホン氏一族は思悼世子を支え続けるが、思悼世子は次第に心の平衡を失っていく。嫡男・サン（後の正祖）が10歳になろうとする頃、英祖と思悼世子との確執はついに決定的な事態を迎える。

## 時代背景
英祖は18世紀の朝鮮国王である。在位期間は1724年から1776年、52年間の長きにわたった。
当時朝廷は老論（ノロン）と少論（ソロン）の二大党派に分裂し、激烈な勢力争いを続けていた。英祖は即位当初自らを支持した老論派を登用したが、その後、官僚ポストに老論派と少論派を同数つける政治手法を用い、国内の安定を図った。しかし、思悼世子が少論派の貴族に師事し、世子嬪ホン氏の一族も少論派であったことなどから、老論派は世子を少論派と見なした。1749年に世子による代理聴政が始まり、老論派は権力が少論派に移行することを阻止するため、世子の廃位に向けて様々に画策を行うようになった。
一方、1757年英祖の正室・貞聖王后が死去し、1759年新たに15歳の貞純王后が継室に選ばれた。当時、英祖は66歳、思悼世子は24歳であった。貞純王后は自分より年長の世子を疎んじ、老論派とともに讒言に及ぶ。
1762年、ついに思悼世子は英祖から死を命じられる。

## 典拠
劇中に描かれる思悼世子にかかわる出来事は、世子嬪の恵慶宮洪氏（正祖の即位後に宮号を受ける）の手になる『恨中録』（または『閑中録』とも）を典拠としている。『恨中録』は恵慶宮洪氏の晩年に回顧録として執筆された。劇中に度々引用される。

## 登場人物と出演者

### 主要人物
- 英祖：パク・クニョン（朝鮮語版）

　朝鮮王朝第21代王。第19代王粛宗の次男として生まれるが、生母の身分が低く、幼少期は宮廷で粗略な扱いを受ける。朝廷の権力争いも絡み、20代王景宗毒殺の疑いを向けられるなど、王位継承を巡って生命の危機を感じた。幼い思悼世子が先代王毒殺について尋ねたことをきっかけに、思悼世子を疎んじるようになる。
- 思悼世子：イム・ホ

　朝鮮王朝第21代王英祖の次男で、王世子。幼くして世子になるが、父英祖から愛されないことに苦しみ続ける。
- 恵嬪ホン氏：ホン・リナ

　思悼世子の正室。第22代王正祖の実母。10歳で思悼世子に入宮、慎ましく穏かな性格で、傷心の思悼世子の支えとなる。
- 淑媛ムン氏：ユン・ソナ

　英祖の側室。貧しい暮らしから逃れるため後宮に入り、英祖から寵愛を受ける。思悼世子をいずれ生まれるかもしれない自分の男児の敵と考え、世子の地位から追い落とす画策を巡らす。

### 王室の人物
- 暎嬪李氏（英祖の側室、思悼世子の母）：チョン・ヘソン
- 和平翁主（朝鮮語版）（英祖の次女、思悼世子の姉）：キム・ソンリョン
- 仁元王后金氏（英祖の継母）：キム・ヨンリム
- 淑嬪チェ氏（英祖の生母）：キム・ヨンエ
- 貞純王后（英祖の後妻）：イ・イネ

本貫が老論派のため、陰で思悼世子を陥れようとする。
- 貞聖王后（英祖の正妻）：ムン・イェジ
- 和協翁主（英祖の八女）：ク・ヘジン
- 和緩翁主（英祖の九女）：キム・ジヨン
- 賢嬪チョ氏：パク・ジョンスク

### 思悼世子に近い人物
- 洪鳳漢（朝鮮語版）（ホン・ボンハン：恵嬪の父)ハン・インス
- 恵嬪の母：キム・ジャオク
- 粛嬪イム氏（朝鮮語版）（思悼世子の側室）：コ・ホギョン
- 思悼世子付き宦官：ナム・ポドン
- 思悼世子付き尚宮：キム・ジヨン
- ハン尚宮（思悼世子の乳母）：キム・スミ

### 思悼世子と対立する人物
- 淑媛ムン氏の母：キム・エギョン
- ムン・ヨングク（淑媛ムン氏の兄）：クォン・ヨンウン
- 金尚魯（キム・サンノ）：パク・チョングァン

### その他の人物
- 金一鏡（朝鮮語版）（キム・イルギョン）：イ・ジヌ
- ハ尚宮（淑媛ムン氏付き尚宮）：ソン・オクスク
- ク・ヘジン
- イ・エジョン
- ホン・チュンミン
- イ・ミノ
- チェ・ジュボン

## スタッフ
- 企画：イ・ビョンフン
- 脚本：イム・チュン